# RationalWiki
RationalWiki (RW) este o enciclopedie wiki online implicată în studiul și furnizarea de articole privind o serie de subiecte legate de știință, scepticism, gândire critică. În același timp, RationalWiki critică știința marginală, pseudoștiința, fundamentalismul și autoritarismul politic. Creat în anul 2007, RationalWiki a devenit treptat un amplu proiect wiki. RW are în prezent 6,752 de articole și versiuni principale în engleză și rusă.
Scopul creării proiectului a fost o contrapondere wiki-ului Conservapedia, care a interzis accesul mai multor utilizatori de a edita sau publica articole pe site.În 2010 a fost fondată organizația non-profit RationalWiki Foundation Inc, pentru  gestionarea cheltuielilor de funcționare ale site-ului. În iulie 2013, numele a fost schimbat în Fundația RationalMedia.

## Obiective
- Crearea unei liste complete a teoriilor marginale
- Studii de autoritarism și fundamentalism
- Analiza religiei și a fundamentalismului
- Furnizarea de informații privind cercetarea avansată
- Analiză a modului în care aceste subiecte sunt prezentate în mass-media.

Din perspectivă ideologică, RationalWiki susține libertatea religioasă, ateismul, feminismul și drepturile LGBT și critică conservatorismul și libertarianismul drept. RationalWiki folosește deseori sarcasm și umor brut în articolele sale.
O parte semnificativă a activității RationalWiki este dedicată criticii și monitorizării Conservapedia.